# Ассоциация технических университетов

Логотип Ассоциации технических университетов

Ассоциация технических университетов (АТУ, Technical Universities Association) — организация, учреждённая в 1993 году по инициативе ведущих технических университетов России. Президент Ассоциации — бывший ректор МГТУ им. Н. Э. Баумана А. А. Александров.

## Ассоциация сегодня
На сегодняшний день в Ассоциацию входят 132 организации из всех регионов России и ближнего зарубежья.
Ассоциация технических университетов имеет филиалы во всех федеральных округах России.
Является партнёром Межрегионального координационно-аналитического центра по проблемам трудоустройства и адаптации к рынку труда выпускников учреждений профессионального образования МГТУ им. Н. Э. Баумана .
Ассоциация располагается в Москве на 2-й Бауманской улице, 5.